# Człowiek śmiechu (film 1928)
Człowiek śmiechu (ang. The Man Who Laughs) – amerykański film niemy w reżyserii Paula Leniego z 1928 roku. Ekranizacja powieści Victora Hugo pod tym samym tytułem.

## Treść
Głównym bohaterem jest Gwyplaine, syn lorda Clancharlie. Kiedy jego ojciec dopuścił się zdrady, Gwyplaine został z rozkazu króla Jakuba II ukarany, tym że na jego twarzy wyryto uśmiech. Gwyplaine zdobywa jednak popularność wśród publiczności jako cyrkowiec, zakochuje się także w pięknej niewidomej Dei. Jednak następczyni okrutnego króla postanawia go zniszczyć.

## Obsada
- Conrad Veidt –
  - Gwynplaine,
  - lord Clancharlie[2]
- Mary Philbin – Dea
- Cesare Gravina – Ursus
- Brandon Hurst – Barkilpherdo
- Olga Bakłanowa – księżna Josiana
- Josephine Crowell – królowa Anna
- George Siegmann – dr Hardquanonne
- Stuart Holmes – lord Dirry-Moir
- Sam De Grasse – król Jakub II
- Charles Puffy – ober
- Zimbo – Homo[3]